# Biały Dunajec (gemeente)
De gemeente Biały Dunajec is een landgemeente in het Poolse woiwodschap Klein-Polen, in powiat Tatrzański.
De zetel van de gemeente is in Biały Dunajec.
Op 30 juni 2004 telde de gemeente 6753 inwoners.

## Oppervlakte gegevens
In 2002 bedroeg de totale oppervlakte van gemeente Biały Dunajec 35,51 km², waarvan:
- agrarisch gebied: 79%
- bossen: 15%

De gemeente beslaat 7,53% van de totale oppervlakte van de powiat.

## Demografie
Stand op 30 juni 2004:
| Omschrijving                   | Totaal | Totaal | Vrouwen | Vrouwen | Mannen | Mannen |
| ------------------------------ | ------ | ------ | ------- | ------- | ------ | ------ |
| eenheid                        | aantal | %      | aantal  | %       | aantal | %      |
| inwoners                       | 6753   | 100    | 3464    | 51,3    | 3289   | 48,7   |
| bevolkingsdichtheid (inw./km²) | 190,2  | 190,2  | 97,5    | 97,5    | 92,6   | 92,6   |

In 2002 bedroeg het gemiddelde inkomen per inwoner 1271,73 zł.

## Plaatsen
- Biały Dunajec
- Gliczarów Dolny
- Gliczarów Górny
- Leszczyny
- Sierockie

## Aangrenzende gemeenten
Bukowina Tatrzańska, Czarny Dunajec, Poronin, Szaflary
- Gemeinsame Normdatei: 1140653040
- Virtual International Authority File: 2278150688325212660003